# Stephan Wapp
Stephan Wapp (* um 1973) ist ein Schweizer Badmintonspieler. 

## Karriere
Wapp wurde 1997 erstmals nationaler Meister in der Schweiz, wobei er sowohl im Mixed als auch im Herrendoppel erfolgreich war. Ein weiterer Titelgewinn folgte 1998 im Doppel. 1995 und 1997 nahm er an den Badminton-Weltmeisterschaften teil. Bei den Slovenia International 1994 belegte er Rang drei ebenso wie bei den La Chaux-de-Fonds International 1996.

## Sportliche Erfolge
| Saison | Veranstaltung                          | Disziplin    | Platz | Name                          |
| ------ | -------------------------------------- | ------------ | ----- | ----------------------------- |
| 1991   | Schweizer Meisterschaften der Junioren | Herrendoppel | 1     | Stephan Wapp / Manuel Glauser |
| 1992   | Schweizer Meisterschaften der Junioren | Herrendoppel | 1     | Stephan Wapp / Urs Lauppi     |
| 1997   | Schweizer Einzelmeisterschaften        | Mixed        | 1     | Stephan Wapp / Santi Wibowo   |
| 1997   | Schweizer Einzelmeisterschaften        | Herrendoppel | 1     | Thomas Wapp / Stephan Wapp    |
| 1998   | Schweizer Einzelmeisterschaften        | Herrendoppel | 1     | Thomas Wapp / Stephan Wapp    |